# Diocèse de Debrecen-Nyíregyháza
Le diocèse de Debrecen-Nyíregyháza (en latin : Dioecesis Debrecenensis-Nyiregyhazana, en hongrois : Debrecen-Nyíregyházai egyházmegye) est un siège de l'Église catholique situé à l'est de la Hongrie autour de la ville de Debrecen. Suffragant de l'archidiocèse d'Eger, en 2023, il comptait 186 021 baptisés sur une population de 1 130 770 habitants. 

## Territoire
Le diocèse comprend les comitats hongrois d'Hajdú-Bihar et de Szabolcs-Szatmár-Bereg.
Le territoire couvre 11 300 km², et il est divisé en 54 paroisses, regroupées en 7 vicariats : Kisvárda, Polgár, Nyíregyháza, Nagykálló, Szatmár, Debrecen et Berettyóújfalu.. 

## Églises du diocèse
- L'église Sainte-Anne (en hongrois : Szent Anna székesegyház) de Debrecen est la cathédrale du diocèse.
- Cocathédrale Notre-Dame des Hongrois (en hongrois : Magyarok Nagyasszonya Társszékesegyház) à Nyíregyháza.

## Évêques de Debrecen-Nyíregyháza
- Nándor Bosák, nommé le 31 mai 1993, jusqu'à sa retraite le 21 septembre 2015,
- Ferenc Palánki (de), depuis le 21 septembre 2015.